# Dolichocodia furacis
Dolichocodia furacis är en tvåvingeart som beskrevs av Henry J. Reinhard 1958. Dolichocodia furacis ingår i släktet Dolichocodia och familjen parasitflugor. Inga underarter finns listade i Catalogue of Life.